# Hoplocryptus fugitivoides
Hoplocryptus fugitivoides là một loài tò vò trong họ Ichneumonidae.